# Ipomoea electrina
Ipomoea electrina là một loài thực vật có hoa trong họ Bìm bìm. Loài này được D.F. Austin & J.A. McDonald mô tả khoa học đầu tiên năm 2002.